# Diocese de Bhagalpur
A Diocese de Bhagalpur (Latim:Dioecesis Bhagalpurensis) é uma diocese localizada no município de Bhagalpur, no estado de Biar, pertencente a Arquidiocese de Patna na Índia. Foi fundada em 3 de agosto de 1956 pelo Papa Pio XII como Prefeitura Apostólica de Bhagalpur. Com uma população católica de 100.108 habitantes, sendo 1,0% da população total, possui 87 paróquias com dados de 2020.

## História
Em 3 de agosto de 1956 o Papa Pio XII cria a Prefeitura Apostólica de Bhagalpur através dos territórios da Diocese de Patna. Em 1965 a prefeitura apostólica é eleva a Diocese de Bhagalpur.

## Lista de bispos
A seguir uma lista de bispos desde a criação da prefeitura apostólica em 1956, em 1965 é elevada a diocese.
|                                    | Nome                        | Período             | Notas                       |
| Bispos de Bhagalpur                | Bispos de Bhagalpur         | Bispos de Bhagalpur | Bispos de Bhagalpur         |
| ---------------------------------- | --------------------------- | ------------------- | --------------------------- |
| 4º                                 | Kurien Valiakandathil       | 2007 - atual        |                             |
| 3º                                 | Thomas Kozhimala            | 1996 - 2005         | Faleceu no cargo            |
| 2º                                 | George Victor Saupin, S.J.  | 1987 - 1993         | Faleceu no cargo            |
| 1º                                 | Urban Eugen McGarry, T.O.R. | 1965 - 1987         |                             |
| Prefeitos apostólicos de Bhagalpur |                             |                     |                             |
| 1º                                 | Urban Eugen McGarry, T.O.R. | 1956 - 1965         | Nomeado bispo dessa diocese |